# Bhadra Fort

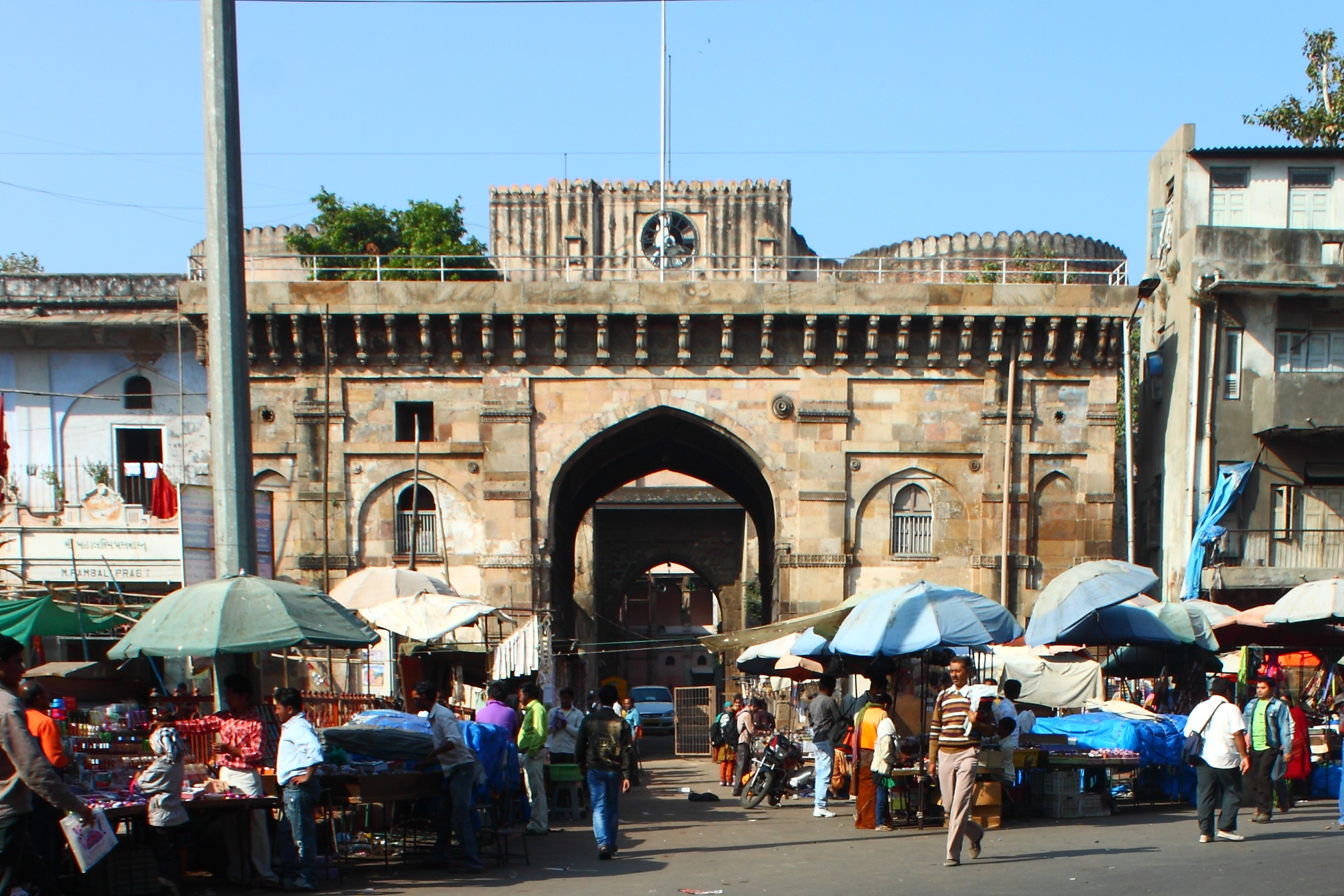
Eingangstor zum Fort

Das Bhadra Fort liegt im Bereich der alten Stadtmauern von Ahmedabad, Gujarat, Indien. Ahmad Shah I. ließ es 1411 erbauen. Mit seinen reich verzierten königlichen Palästen, Moscheen, Toren und Freiflächen wurde es im Jahr 2014 von den Organisationen Ahmedabad Municipal Corporation (AMC) und Archaeological Survey of India (ASI) als Kulturdenkmal für die Stadt renoviert.

## Etymologie
Es wird angenommen, dass das Fort den Namen Bhadra von einem Tempel des Bhadra Kali, einer Form von Lakshmi, der Während der Maratha-Herrschaft gebaut wurde, übernommen hat. Jedoch erzählt eine Plakette in der Nähe des Forts eine andere Geschichte: Das Bhadra-Tor - C.A.D. 1411 - Das massive befestigte Tor wurde in oder um 1411 gebaut, um als Haupteingang zum Palast zu dienen, der hier von Sultan Ahmad Shah I. (1411–1442), dem Gründer von Ahmedabad, errichtet wurde. Der Palast nannte den Bhadra nach der alten Zitadelle Rajput dieses Namens in Anhilwada-Patan (Baroda State), die die ersten drei Könige der Dynastie der Gujarat-Sultane gehalten hatten, bevor Ahmedabad die Hauptstadt wurde. Drei beschriftete Decken an den Wänden, die dieses Tor mit zwei dahinter liegenden Nebentoren verbinden, sind nun fast vollständig verunstaltet. Einer von ihnen scheint ein Datum der Zeit von Jahangir (1605–1627) zu zeigen.